# Dannie Richmond
Dannie Richmond (rodným jménem Charles Daniel Richmond; 15. prosince 1935 New York – 15. března 1988 tamtéž) byl americký jazzový bubeník. Od konce padesátých let až do sedmdesátých let spolupracoval s kontrabasistou Charlesem Mingusem a řadu let rovněž spolupracoval s Georgem Adamsem a Donem Pullenem, dále například s Kenny Burrellem, Booker Ervinem a Chetem Bakerem. Rovněž spolupracoval s hudebníky se zaměřením mimo jazz, jako například Bert Jansch, Joe Cocker nebo Elton John. Zemřel na infarkt ve svých dvaapadesáti letech.